# Waldfriedhof Dachau

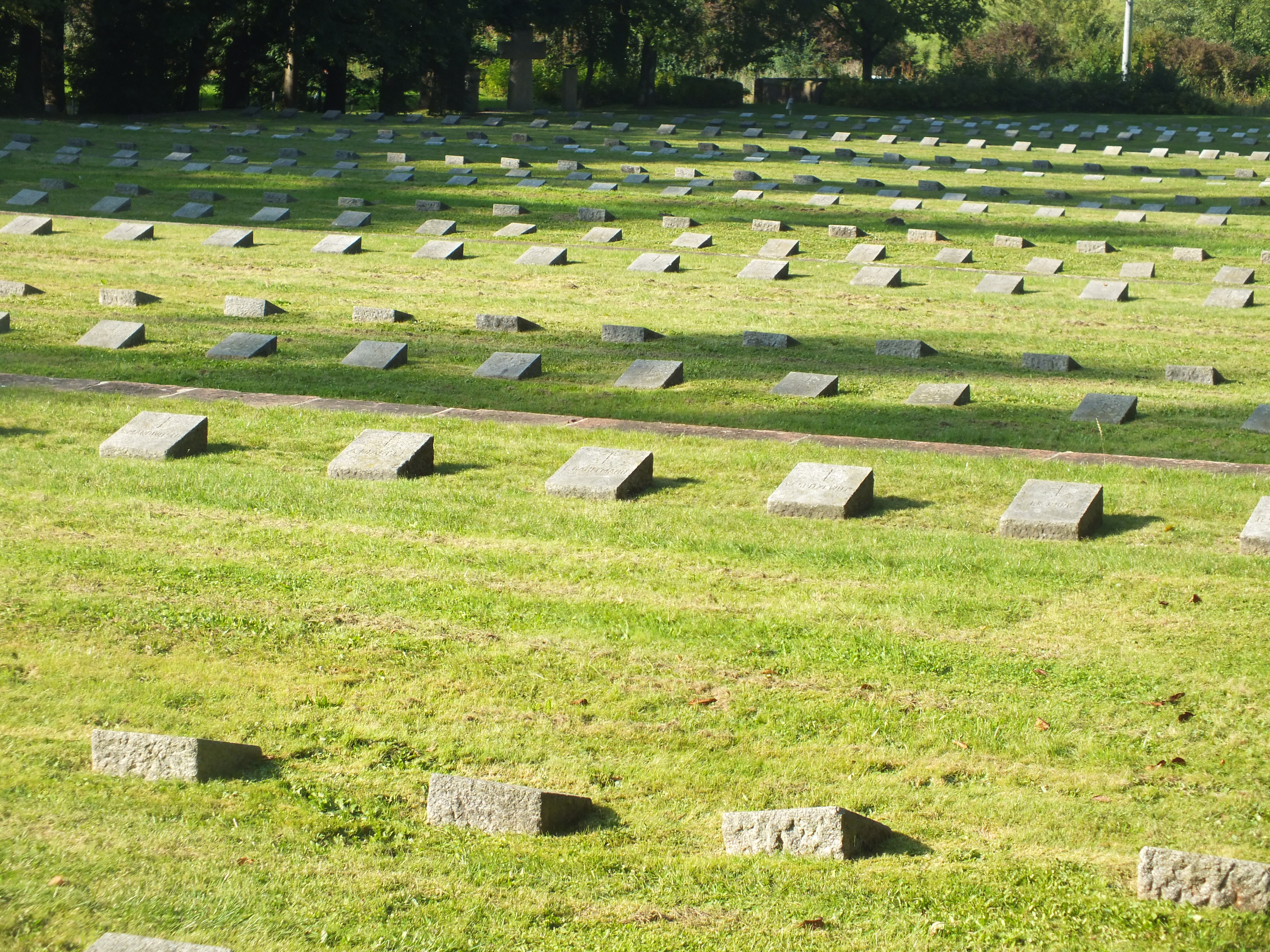
Waldfriedhof Dachau, Gräberfeld für KZ-Todesopfer

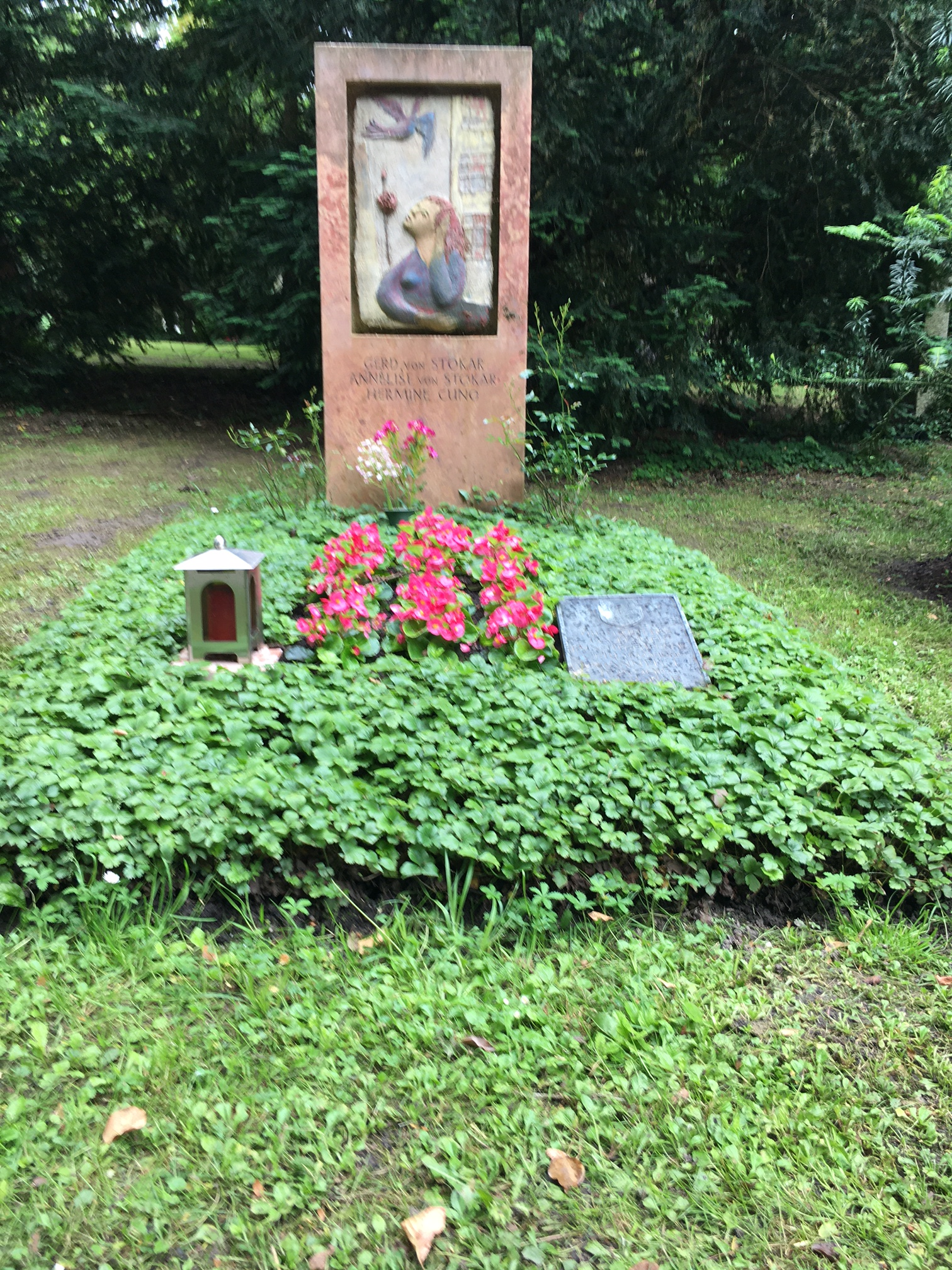
Grabstätte von Gerd und Annelise von Stokar

Der Waldfriedhof Dachau ist einer der vier Friedhöfe der Stadt Dachau und steht vor allem den Beisetzungen der Bürger Dachaus zur Verfügung (Krankenhausstr. 30). Ab Mai 1945 wurden hier in der zentralen „Terrassengrabanlage“ auch KZ-Todesopfer des KZ Dachau, dessen Außenlagern und deren Todesmärschen bestattet. Viele  Dachauer Künstler sind auf dem Friedhof beerdigt worden, u. a. Paula Wimmer, Giulio Beda, Carl Thiemann, Ottilie Thiemann, Margarete Thiemann und Gerd und Annelise von Stokar.
.

## Gräberanlage für KZ-Todesopfer
Die Gräberanlage in Hanglage besteht aus acht Terrassen „C“ bis „K“ mit je vier Grab-Reihen zu jeweils 41 Reihengräbern, zusammen 1312 Gräber. In dieser Gräbstätte für KZ-Todesopfer, teils auch als „Terrassengrabanlage“ oder „Ehrengräberfeld“ bezeichnet, wurden ab Mitte Mai bis Anfang August 1945 die ehemaligen Häftlinge des Konzentrationslagers Dachau bestattet, die an den Folgen der KZ-Haft starben.

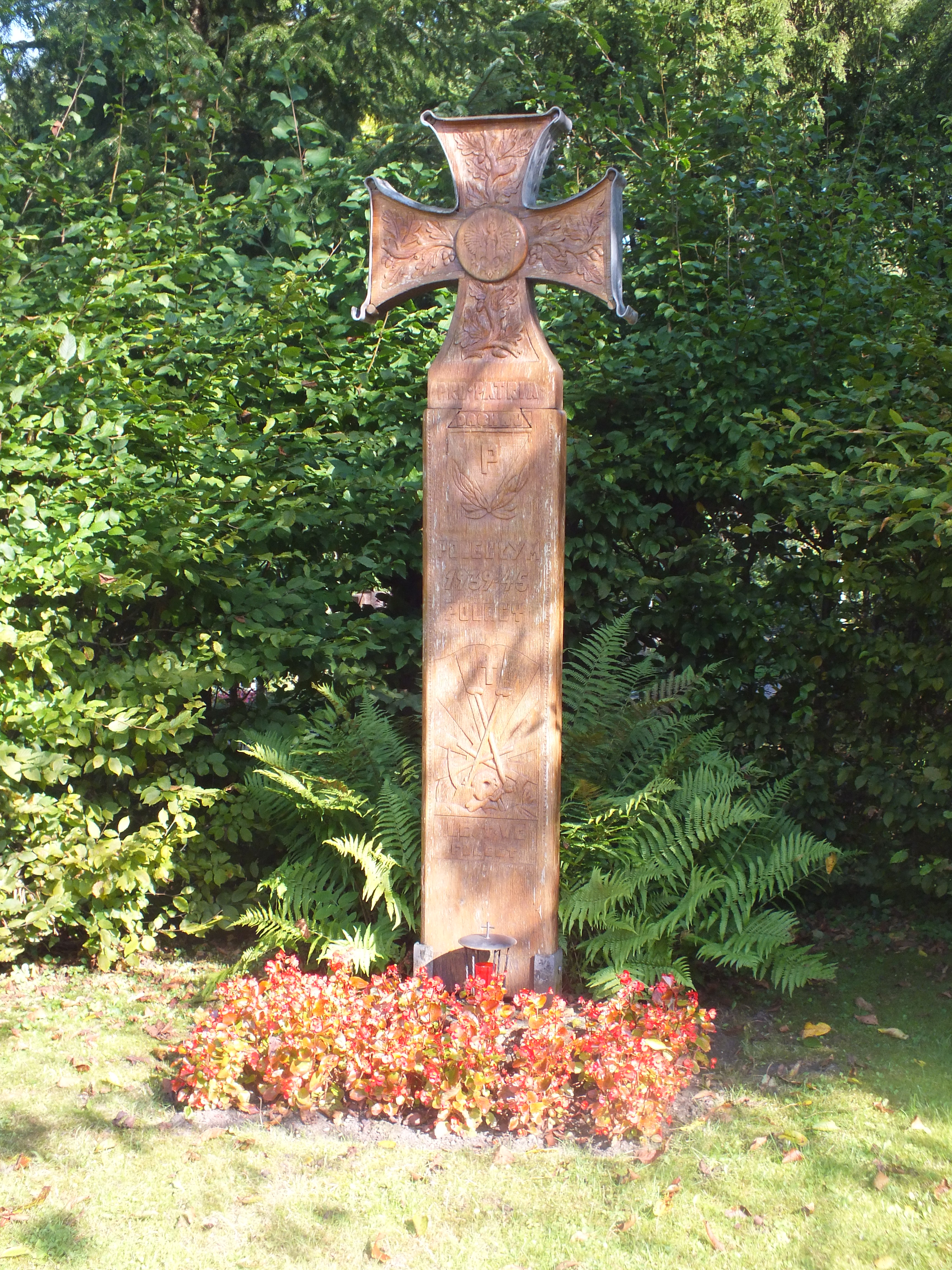
Polnisches Holzkreuz „1939–45“ (bis 1961)

Von 1955 bis 1958, teils bis in die 1960er Jahre, wurden viele hier bestattete KZ-Todesopfer in ihre Heimatländer überführt, vor allem italienische, französische, belgische und holländische. Dokumentiert ist, dass auch mindestens 226 hier Begrabene zur späteren Umbettung auf den KZ-Friedhof Dachau-Leitenberg exhumiert wurden.
In die frei gewordenen Gräber wurden exhumierte KZ-Todesopfer aus damit meist aufgelösten KZ-Friedhöfen und KZ-Grabstätten in Oberbayern umgebettet, ebenfalls von 1955 bis in die 1960er Jahre. Dokumentiert ist die Verlagerung der sterblichen Überreste aus mindestens 40 verschiedenen Friedhöfen und Grabstellen mit über 400 Todesopfern auf diese Gräberanlage. Diese Verstorbenen stammten aus Außenlagern des KZ Dachau sowie deren Todesmärschen.
So wurden 38 Verstorbene des KZ-Außenlagers Kaufering I – Landsberg vom dortigen Städtischen Friedhof Landsberg 1955 hierher umgebettet, 13 weitere in den Jahren 1956 vom Flüchtlings- sowie 1960 vom Dorffriedhof im benachbarten Holzhausen bei Igling, die im dortigen Magnusheim verstarben und nicht auf dem KZ-Friedhof Holzhausen bestattet sind. Von den Todesmärschen aus Dachau und Allach Richtung Süden wurden aus dem Landkreis Starnberg 1956 vom Gemeindefriedhof Pöcking sieben, 1958 aus Tutzing weitere 54 KZ-Todesopfer in den Waldfriedhof verlegt. Aus Seeshaupt im Landkreis Weilheim-Schongau wurden 18 aus dem Lido-Park und sieben vom Neuen Friedhof im Jahre 1955, weitere 64 KZ-Todesopfer vom Gemeindefriedhof 1956, im gleichen Jahr weitere 17 Gräber aus Iffeldorf hierher umgebettet. Aus dem Landkreis Bad Tölz-Wolfratshausen wurden 1955 aus Bolzwang in der Gemeinde Münsing 40, aus Beuerberg Bahnhof in der Gemeinde Eurasburg zwölf und aus Geretsried sieben dort Begrabene zum Waldfriedhof Dachau verlegt, 1956 aus Waakirchen im Landkreises Miesbach 14. Neben acht Umbettungen aus Obertaufkirchen im Landkreis Mühldorf am Inn 1956, 28 aus Neustift (Freising) sowie zehn vom Städtischen Friedhof Günzburg im Jahre 1958 sind in den Jahren 1955 bis 1964 mindestens weitere 71 Umbettungen aus mindestens 24 weiteren Friedhöfen dokumentiert.
Zum 1. August 1961 waren somit 1268 Gräber belegt, zum 1. Januar 1972 insgesamt 1270.

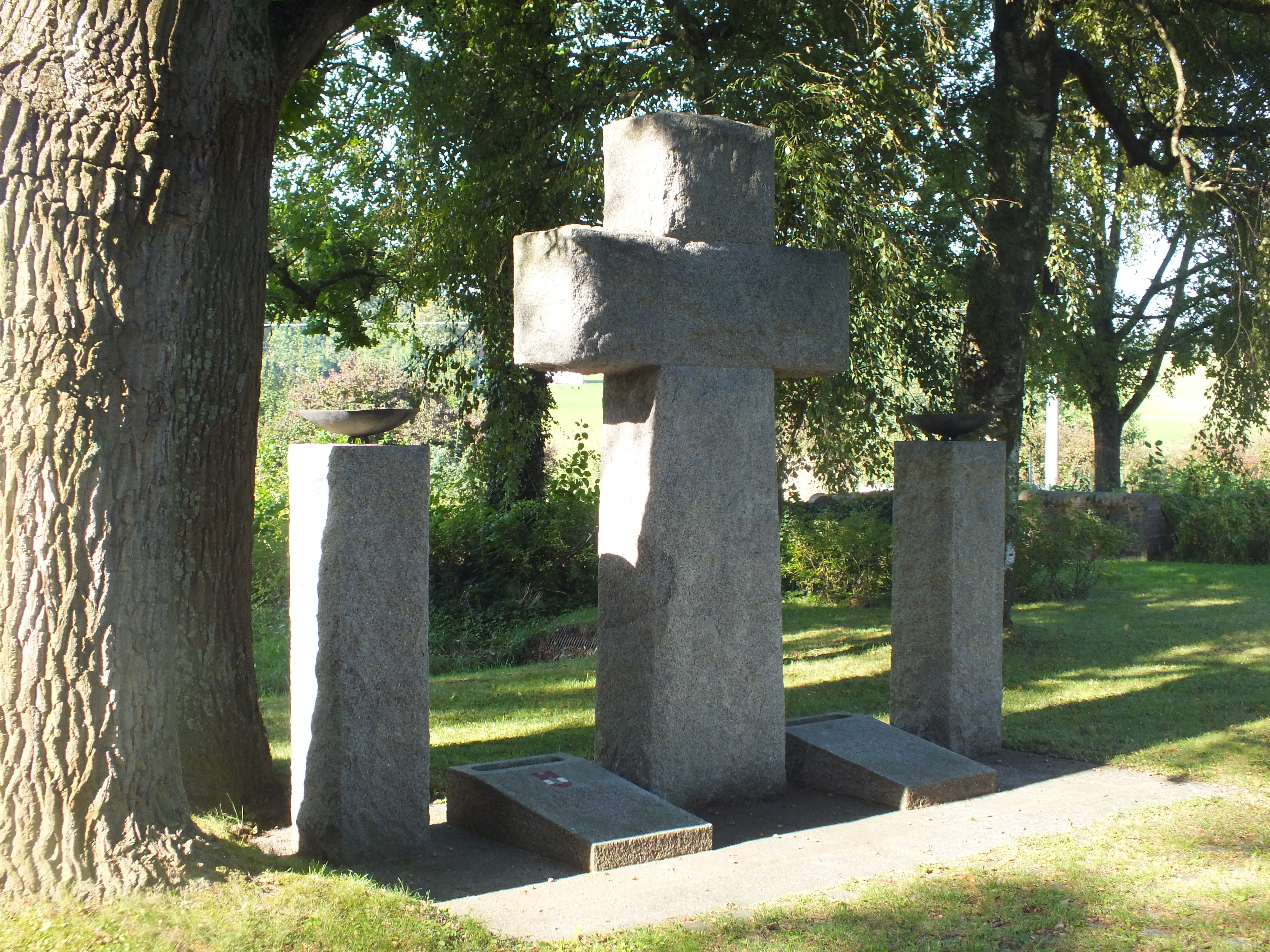
Österreichisches Mahnmal (1950)

### Mahnmale

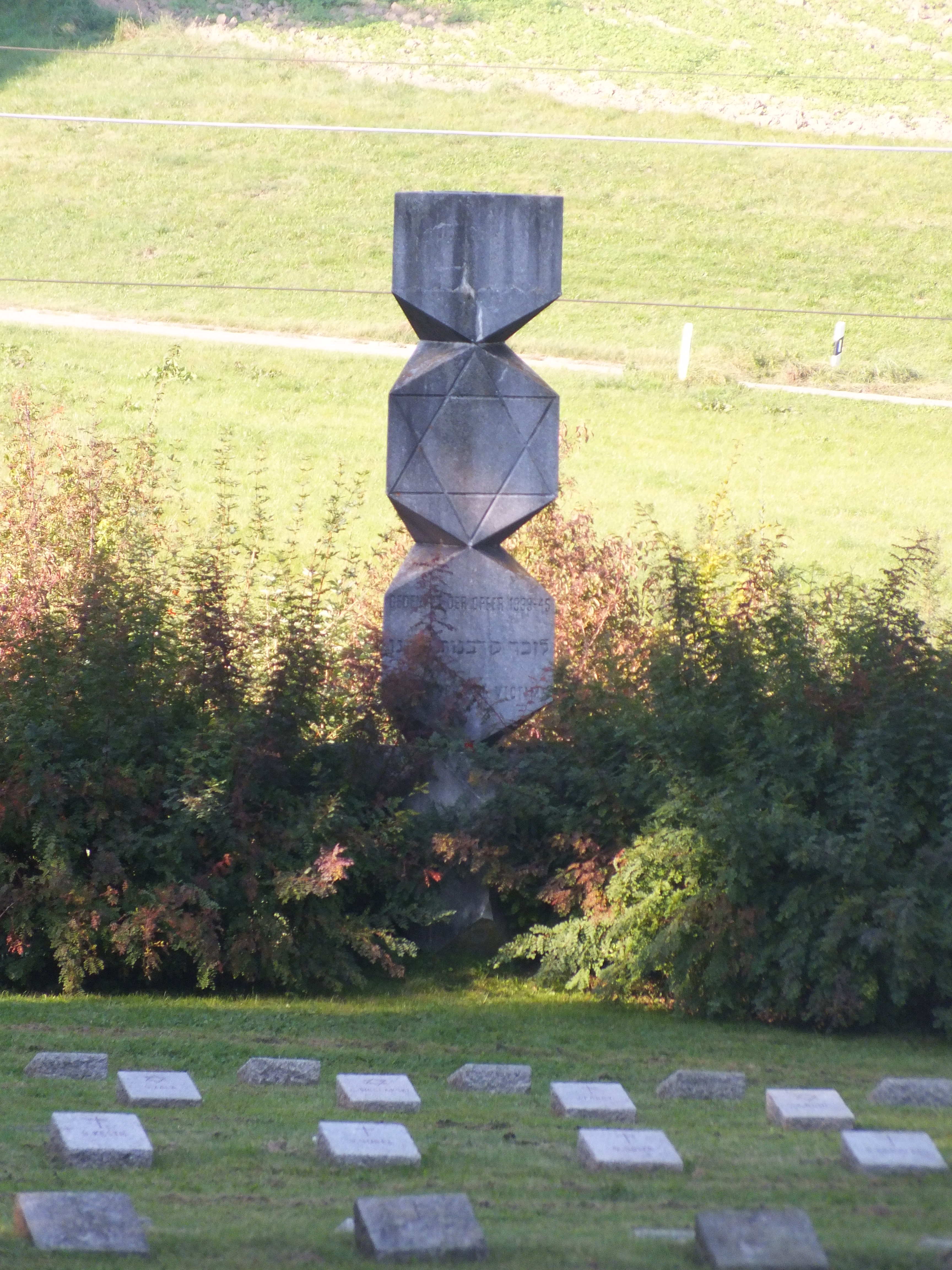
Mahnmal für alle jüdischen Todesopfer des KZ Dachau (1964)

Die „Kameradschaft der politisch Verfolgten in der Österreichischen Volkspartei“ errichtete 1950 ein Mahnmal ⊙, bestehend aus einem großen Steinkreuz zwischen zwei Feuerschalen tragenden Steinsäulen. Dazwischen befinden sich zwei Gedenktafeln, eine trägt die Inschrift:
Selig sind

die Verfolgung leiden

um der

Gerechtigkeit willen
1964 errichtete der „Landesverband der jüdischen Verfolgten und KZ-Invaliden“ ein Mahnmal ⊙ für die jüdischen Leidtragenden des KZ Dachau. Unter einem Davidstern trägt es auf Deutsch, Hebräisch und Englisch die Inschrift:
Gedenket der Opfer 1933–45

לזכר קרבנות אסון

remember the victims
Etwas westlich befindet sich zudem ein Gedenkstein ⊙ zur Erinnerung an die Toten des „Dachauer Aufstandes“ vom 28. April 1945.
Diese Gräberanlage wird als Baudenkmal D-1-74-115-88 geführt.